# Sijarinska Banja
Sijarinska Banja (en serbe cyrillique : Сијаринска Бања ; en albanais : Banja e Sijarinës) est une ville de Serbie située dans la municipalité de Medveđa, district de Jablanica. Au recensement de 2011, elle comptait 355 habitants.
Sijarinska Banja, officiellement classée parmi les villes de Serbie, est une station thermale.

## Géographie
Sijarinska Banja est située à 10 km de Medveđa, 50 km de Leskovac, 70 km de Priština et 320 km de Belgrade. La ville se trouve sur les bords de la rivière Jablanica, à 520 m d'altitude, au pied des monts Goljak.

## Démographie

### Évolution historique de la population
| 1948 | 1953 | 1961 | 1971 | 1981 | 1991 | 2002 | 2011 |
| ---- | ---- | ---- | ---- | ---- | ---- | ---- | ---- |
| 104  | 106  | 255  | 307  | 582  | 530  | 568  | 355  |

|  |

## Station thermale
Sijarinska Banja possède 18 sources d'eaux minérales, qui jaillissent à une température comprise entre 32 et 72 °C. Le centre de soins Gejzer y est installé ; on y soigne de très nombreux troubles, comme les maladies des os et des muscles, la sciatique, les lumbagos, les maladies intestinales et stomacales, les maladies des voies urinaires, les maladies du foie et du pancréas, les maladies gynécologiques, la conjonctivite etc.